# Шигулла, Ханна
Ха́нна Шигу́лла (нем. Hanna Schygulla, род. 25 декабря 1943, Кёнигсхютте, Верхняя Силезия, Германия) — немецкая актриса театра и кино, певица.

## Биография

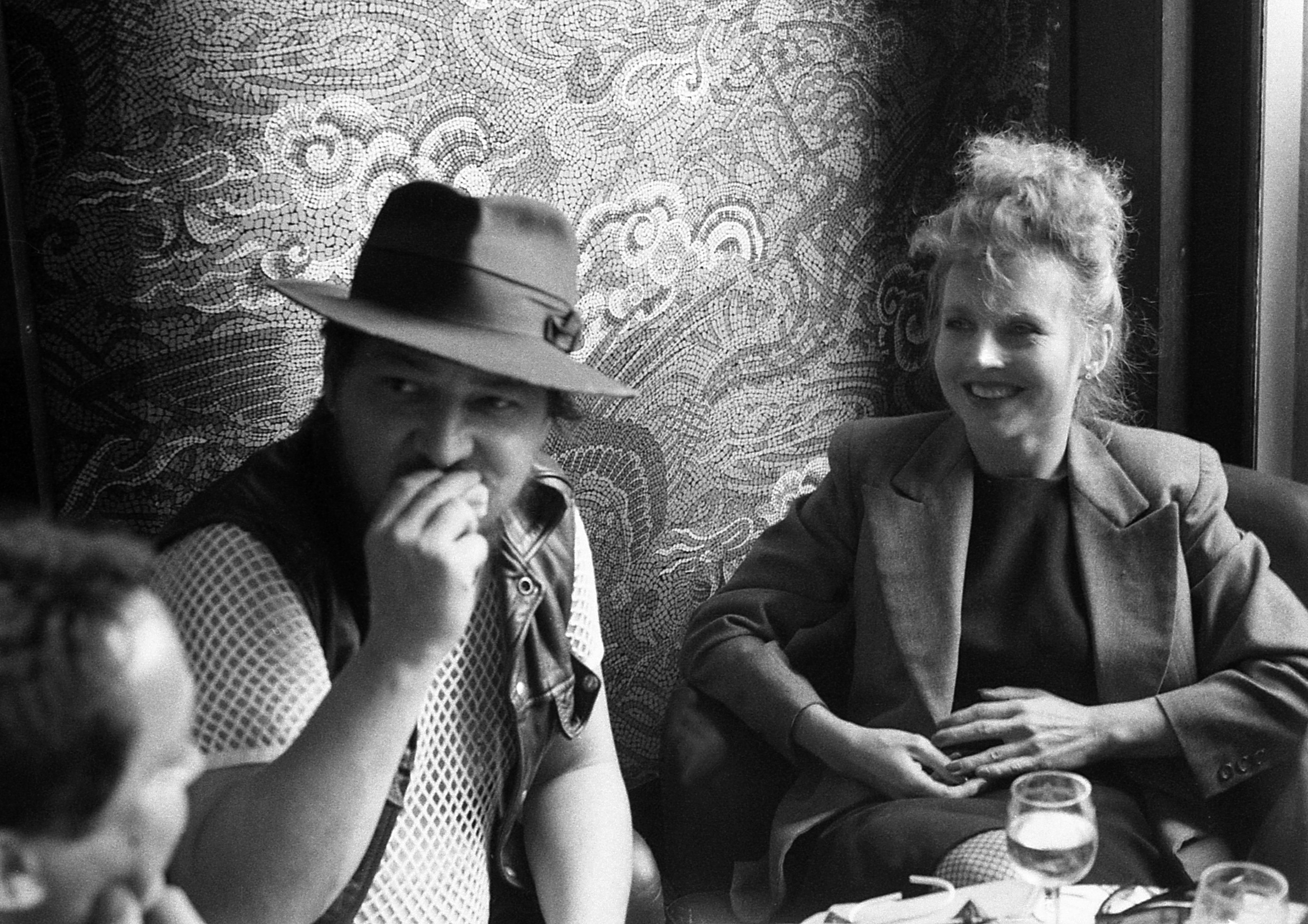
Райнер Вернер Фассбиндер и Ханна Шигулла (1980 год)

Родилась в семье лесоторговца. В 1945 году приехала с матерью в Мюнхен. В 1948 году её отец возвратился из плена. После окончания гимназии ездила по обмену на один год в Париж. В 1964 году в Мюнхене изучала германистику и романистику, собиралась стать учительницей.
В 1966—1967 годах брала уроки актёрского мастерства в студии Фридля Леонгарда. В сентябре 1967 года познакомилась с Райнером Вернером Фасбиндером и пришла в «Театр действия». В июне 1968 года «Театр действия» был закрыт из-за несоблюдения техники противопожарной безопасности, а, по мнению актёров, по политическим причинам. Часть труппы организовала «Антитеатр».
В 1967—1969 годах играла во многих спектаклях Фасбиндера. В 1968 году состоялся её кинодебют в фильме Жана-Мари Штрауба «Жених, комедиантка и сутенёр». Снялась в двадцати трёх фильмах Фасбиндера.
С 1981 года проживает в Париже.
С 1982 года, после смерти Фасбиндера, снимается редко, предпочитая сложные роли в мультинациональных картинах. Самые известные роли этого периода — Полина Кропп в фильме «Любовь в Германии» (1983) Анджея Вайды, Ольга в кинофильме «Чистое безумие» (1983) Маргареты фон Тротты, Мать Джакомо Казановы в телефильме «Казанова» (1987) Саймона Лэнгтона, Инга в «Умереть заново» (1991) Кеннета Браны.
Российскому зрителю также знакома по роли Анны Ахматовой в фильме "Татарская княжна" и стюардессы Ингрид в фильме «Отряд „Дельта“» (1986) с Чаком Норрисом в главной роли.
С середины 1990-х годов часто выступает в качестве певицы.

## Избранная фильмография
- 1968 — «Жених, комедиантка и сутенёр» / Der Bräutigam, die Komödiantin und der Zuhälter — Люси
- 1968 — «Охотничьи сцены из Нижней Баварии» / Jagdszenen aus Niederbayern — Паула
- 1969 — «Бунт» / Die Revolte — Сандра
- 1969 — «Любовь холоднее смерти» / Liebe ist kälter als der Tod — Йоханна
- 1969 — «Боги чумы» / Götter der Pest — Йоханна Райхер
- 1969 — «Катцельмахер» / Katzelmacher — Мария
- 1969 — «Ваал» / Baal — Луиза
- 1970 — «Почему рехнулся господин Р.?» / Warum läuft Herr R. Amok?
- 1970 — «Матиас Кнайсль» / Mathias Kneissl — Матильда
- 1970 — «Рио дас Мортес» / Rio das Mortes
- 1970 — «Кофейня» / Das Kaffeehaus — Лизаура
- 1970 — «Уайти» / Whity — Ханна
- 1970 — «Поездка в Никласхаузен» / Die Niklashauser Fart — Йоханна
- 1971 — «Сапёры в Ингольштадте» / Pioniere in Ingolstadt — Берта
- 1971 — «Предостережение от святой проститутки» / Warnung vor einer heiligen Nutte — Ханна
- 1971 — «Якоб фон Гунтен» / Jakob von Gunten — Лиза
- 1971 — «Торговец четырёх времён года» / Händler der vier Jahreszeiten — Анна Эпп, сестра Ханса
- 1972 — «Горькие слёзы Петры фон Кант» / Die bitteren Tränen der Petra von Kant — Карин Тимм
- 1972 — «Бременская свобода» / Bremer Freiheit — Луиза
- 1972 — «Звериная тропа» / Wildwechsel — доктор
- 1972 — 1973 — «Восемь часов ещё не день» / Acht Stunden sind kein Tag — Марион
- 1974 — «Эффи Брист Фонтане» — Эффи Брист
- 1975 — «Ложное движение» / Falsche Bewegung — Тереза
- 1976 — «Глазами клоуна» / Ansichten eines Clowns — Мария
- 1979 — «Замужество Марии Браун» / Die Ehe der Maria Braun — Мария Браун
- 1979 — «Третье поколение» / Die dritte Generation — Сусанна Гаст
- 1980 — «Берлин, Александерплац» / Berlin Alexanderplatz — Эва
- 1980 — «Лили Марлен» / Lili Marleen — Вилли
- 1981 — «Фальшивка» / Die Fälschung — Ариана Нассар
- 1982 — «Новый мир» / La Mondo Nuovo Il / Nuit De Varennes — графиня Софи де Лаборд
- 1982 — «Страсть» / Passion — Анна
- 1982 — «Антониета» / Antonieta — Анна
- 1983 — «История Пьеры» / нем. «Storia di Piera» — Евгения, мать Пьеры
- 1983 — «Любовь в Германии» / нем. «Eine Liebe In Deutschland» — Паулина Кропп
- 1983 — «Чистое безумие» / нем. «Heller Wahn», англ. «Sheer Madness» — Ольга
- 1984 — «Будущее — это женщина» / Il futuro è donna — Анна
- 1984 — «Памятка» / L’aide-mémoire — Сюзанна
- 1986 — «Пётр Великий» — Марта Скавронская
- 1986 — «Отряд „Дельта“» / англ. «The Delta Force» — Ингрид
- 1986 — «Барнум» / Barnum — Йенни Линд
- 1987 — «Казанова» / Casanova — мать Джакомо Казановы
- 1987 — «Безумие улиц» / Crazy Streets / Forever, Lulu — Элейн
- 1988 — «Лето мисс Форбс» / El Verano De La Senora Forbes — мисс Форбс
- 1990 — «Золото Абрахама» / Abrahams Gold — Барбара
- 1990 — «Приключения Катрин К.» / Aventure de Catherine C. — Фанни
- 1991 — «Умереть заново» / англ. «Dead Again» — Инга
- 1994 — «Для маленьких радостей» / Aux petits bonheurs — Лена
- 1995 — «Седина в бороду» / Pakten — Эва
- 1996 — «Леа» / Lea — Ванда
- 1998 — «Девушка твоей мечты» / La niña de tus ojos — Магда Геббельс (эпизод)
- 1998 — «Затемнение» / Black Out p.s. Red Out — Марта
- 2001 — «Абсолютное одиночество» / Absolitude — Сюзанна
- 2004 — «Земля обетованная» / Promised Land — Ханна
- 2005 — «Синяя граница» / Die blaue Grenze — фрау Маркс
- 2006 — «Зимнее путешествие» / Winterreise — Марта
- 2007 — «На краю рая» / нем. «Auf der Anderen Seite» — фрау Сусанна Штауб
- 2008 — «Татарская Княжна» / англ. «The Tatar Princess» — Анна Ахматова в 1965 году (озвучила Наталья Тенякова)
- 2011 — «Фауст» / нем. «Faust» — мнимая жена ростовщика
- 2012 — «Аванти» / Avanti — Сусанна
- 2013 — «Виджай и я» / Vijay and I — мать Уилла
- 2014 — «Тихий рёв» / The Quiet Roar — Эва
- 2017 — «Везучая» / Fortunata — Лотте
- 2022 — «Петер фон Кант» / Peter von Kant
- 2023 — «Бедные-несчастные» / Poor Things — Марта фон Курцрок

## Награды и номинации
Актриса получила 15 наград и кинопремий.

### Берлинский кинофестиваль
- 1979 — «Серебряный медведь» лучшей актрисе за роль в фильме «Замужество Марии Браун»[4].
- 2010 — «Почётный Золотой медведь»[5].

### Каннский кинофестиваль
- 1983 — Приз лучшей актрисе за роль в фильме «История Пьеры»[6].

## Сочинения
- Hanna Schygulla: Wach auf und träume — Die Autobiographie. Schirmer/Mosel, München 2013, ISBN 3-8296-0658-3